# País de Redon i Vilaine
El País de Redon-Bretanya Sud abans País de Redon i Vilaine (en bretó Bro Redon ha Gwilum) és un país que agrupa 55 comunes d'elles 28 a Ille i Vilaine, 19 a Morbihan i 7 a Loira Atlàntic, a la Bretanya.

## Territori
El país comprèn cinc comunitats de comunes :
- Redon Aglomeració,
- Bretagne porte de Loire Communauté,
- De l'Oust à Brocéliande Communauté.

## Ille i Vilaine

### Cantó de Redon
- Redon;
- Bains-sur-Oust ;
- Sainte-Marie ;
- Renac ;
- La Chapelle-de-Brain ;
- Langon.

### Cantó de Pipriac
- Bruc-sur-Aff ;
- Lieuron ;
- Pipriac ;
- Saint-Ganton ;
- Saint-Just ;
- Sixt-sur-Aff.

### Cantó de Grand-Fougeray
- Grand-Fougeray ;
- La Dominelais ;
- Sainte-Anne-sur-Vilaine ;
- Saint-Sulpice-des-Landes.

## Morbihan

### Cantó de Guer
- Allaire ;
- Carentoir ;
- Cournon ;
- Béganne ;
- Glénac ;
- La Chapelle-Gaceline;
- La Gacilly ;
- Les Fougerêts ;
- Peillac ;
- Quelneuc ;
- Rieux ;
- Saint-Gorgon ;
- Saint-Jacut-les-Pins ;
- Saint-Jean-la-Poterie ;
- Saint-Martin-sur-Oust ;
- Saint-Perreux ;
- Saint-Vincent-sur-Oust ;
- Tréal.

## Loira Atlàntic

### Cantó de Pontchâteau
- Avessac
- Fégréac
- Plessé,
- Saint-Nicolas-de-Redon

### Cantó de Guémené-Penfao
- Guémené-Penfao
- Conquereuil
- Marsac-sur-Don
- Massérac
- Pierric